# Buk (Jindřichův Hradec)
Buk (deutsch Buchen) ist ein Ortsteil der Stadt Jindřichův Hradec (Neuhaus) in Südmähren in Tschechien. Das Dorf war als ein Breitangerdorf angelegt.

## Geographie
Die Nachbarorte sind im Osten Jindřichův Hradec (Neuhaus), im Norden Děbolín (Diebling), im Süden Políkno (Poliken) und im Nordwesten Matná (Motten)

## Geschichte
Die erste urkundliche Erwähnung von Buchen stammt aus dem Jahr 1260. In der Urkunde wird der Ort als "Dorf Buchen bei der Stadt Neuhaus" genannt. Ab dem 17. Jahrhundert besaß Buchen einen Dorfrichter und war stets ein Bestandteil der Herrschaft Neuhaus. Die Matriken des Ortes werden seit dem Jahr 1705 bei der Stadt Neuhaus geführt. Im Jahr 1748 litt die Ortschaft unter einer Heuschreckenplage. Einige Jahrzehnte später, im Jahre 1790, erhielt die Ortschaft den Zusatz „am Buchenwald“, doch es bürgerte sich nach kurzer Zeit nur „Buchen“ als Ortsbezeichnung ein. Im selben Jahr kommt es zu einem Aufruhr von Bauern, welche ihre Abgaben nicht zahlen wollen. Dieser Aufruhr wurde aber schnell vom Militär unterdrückt. 1900 wurde eine zweiklassige Schule im Ort erbaut. Im Jahre 1918 vernichtet ein Großbrand insgesamt 17 Gebäude.
Nach dem Ersten Weltkrieg und dem Friedensvertrag von Saint Germain, 1919, wurde der Ort, dessen Bewohner im Jahre 1910 zu 88 % der deutschen Sprachgruppe angehörten, Bestandteil der neuen Tschechoslowakischen Republik.
In der Zwischenkriegszeit kam es durch Neubesetzung von Beamtenposten und neuen Siedlern zu einem vermehrten Zuzug von Personen tschechischer Identität. Im Jahre 1929 wurde die Ziegelei des Ortes geschlossen. Nach dem Münchner Abkommen, 1938, kam der Ort an das Deutsche Reich und wurde ein Teil des Reichsgau Niederdonau. Im gleichen Jahr wurde im Ort ein Kindergarten eingerichtet.
Nach dem Ende des Zweiten Weltkrieges   kam die Gemeinde wieder zur Tschechoslowakei zurück. Ende Mai 1945 wurden alle deutschen Bürger über die Grenze nach Österreich vertrieben. Laut dem Beneš-Dekret 108 vom 25. Oktober 1945, wurde das Vermögen konfisziert und unter staatliche Verwaltung gestellt.  Der Ort wurde wieder aufgesiedelt. Im Jahre 1964 wurde Buk in die Stadt Jindřichův Hradec eingemeindet.

## Wappen und Siegel
Das Gemeindesiegel ist seit dem Jahr 1658 nachgewiesen. Das Siegel zeigt einen aufgerichteten Bären mit einem Anker in den Vorderpranken, den er über eine Zinnenmauer hält. Die obere Hälfte des Siegels umschließt eine Umschrift.

## Bevölkerungsentwicklung
| Volkszählung | Einwohner gesamt | Volkszugehörigkeit der Einwohner | Volkszugehörigkeit der Einwohner | Volkszugehörigkeit der Einwohner |
| Jahr         | Einwohner gesamt | Deutsche                         | Tschechen                        | Andere                           |
| ------------ | ---------------- | -------------------------------- | -------------------------------- | -------------------------------- |
| 1880         | 473              | 464                              | 9                                | 0                                |
| 1890         | 461              | 440                              | 21                               | 0                                |
| 1900         | 521              | 451                              | 70                               | 0                                |
| 1910         | 497              | 439                              | 58                               | 0                                |
| 1921         | 432              | 319                              | 110                              | 3                                |
| 1930         | 409              | 302                              | 106                              | 1                                |
| 1991         | 183              |                                  |                                  |                                  |
| 2001         | 214              |                                  |                                  |                                  |

## Sehenswürdigkeiten
- Kapelle zum hl. Florian (1767), Altar mit Bild des Patrons vom Bildhauer Neubauer
- Kriegerdenkmal, im Mai 1945 von Tschechen zerstört
- Peststein am Totenweg
- Sechs Feldkreuze: Rudischerkreuz, Fuchsenkreuz, Fuchsenhüttenkreuz und zwei Marterln (Ortsausgang Zellergasse, am Totenweg im Wald).